# 2024年の台湾
2024年の台湾（2024ねんのたいわん）では、2024年（民国113年）の台湾（中華民国）に関する出来事について記述する。

## 国家元首等
- 総統
  - 第14代: 蔡英文 （2016年5月20日 - 2024年5月20日）
  - 第15代: 頼清徳 （2024年5月20日 - ）
- 副総統
  - 第15代: 頼清徳 （2020年5月20日 - 2024年5月20日）
  - 第16代: 蕭美琴 （2024年5月20日 - ）
- 行政院長
  - 第31代: 陳建仁 （2023年1月31日 - 2024年5月20日）
  - 第32代: 卓栄泰 （2024年5月20日 - ）
- 行政院副院長
  - 第44代: 鄭文燦 （2023年1月31日 - ）
  - 第45代: 鄭麗君 （2023年1月31日 - ）
- 立法院長
  - 第12代: 游錫堃 （2020年2月1日 - 2024年1月31日）
  - 第13代: 韓国瑜 （2024年2月1日 - ）
- 司法院長
  - 第11代: 許宗力（英語版、中国語版） （2016年11月1日 - 2024年11月1日）
  - 代理: 謝銘洋（英語版、中国語版） （2024年11月1日 - ）

## できごと

### 1月
- 1月13日 - 総統選挙および立法委員選挙が行われ、民主進歩党の頼清徳が総統に当選。立法院では中国国民党が最大議席を獲得。
- 1月15日 -  ナウル、中華民国と断交し、中華人民共和国との国交樹立を発表[1]。ナウルとの断交により、中華民国との国交を維持している国は11カ国となった[1]。

### 2月
- 2月2日～18日 - 2024年世界水泳選手権
  - 2024年世界水泳選手権チャイニーズタイペイ選手団（英語版）
- 2月14日 - 2024年金門島における中国のモーターボート転覆事故（英語版）
- 2月23日 - 第57回世界卓球選手権団体戦の男子団体でチャイニーズタイペイが銅メダルを獲得[2]。
- 2月24日 - 世界最大手の半導体受託製造企業台湾積体電路製造（TSMC）、日本の熊本県菊陽町に工場を開設[3]。

### 3月
- 3月8日 - 東アジアスーパーリーグ 2023-24の3位決定戦で新北キングス（英語版）が安養正官庄レッドブースターズ（ 大韓民国）にスコア76-78で敗れて4位となった[4]。
- 3月31日 - MLB・サンフランシスコ・ジャイアンツの鄧愷威（英語版）が公式戦初出場、台湾出身選手として張育成以来の出場となった[5]。

### 4月
- 4月3日 - 花蓮地震が発生し、少なくとも18人が死亡[6][7]。

### 5月
- 5月20日 - 民主進歩党の頼清徳、第8代総統に就任。

### 7月
- 7月26日～8月11日 - 2024年パリオリンピック
  - 2024年パリオリンピックのチャイニーズタイペイ選手団（英語版）
  - バドミントン・男子ダブルスの李洋・王齊麟組が金メダルを獲得。
  - ボクシング・女子57kg級（英語版）の林郁婷（英語版）が金メダルを獲得。

### 11月
- 11月20日 - ポスティングシステムを申請していた統一ライオンズの古林睿煬がNPB・北海道日本ハムファイターズとの契約に合意[8]。
- 11月24日 - 2024 WBSCプレミア12・決勝でチャイニーズタイペイが日本代表をスコア4-0で破って初優勝[9]。

## 死去

### 1月

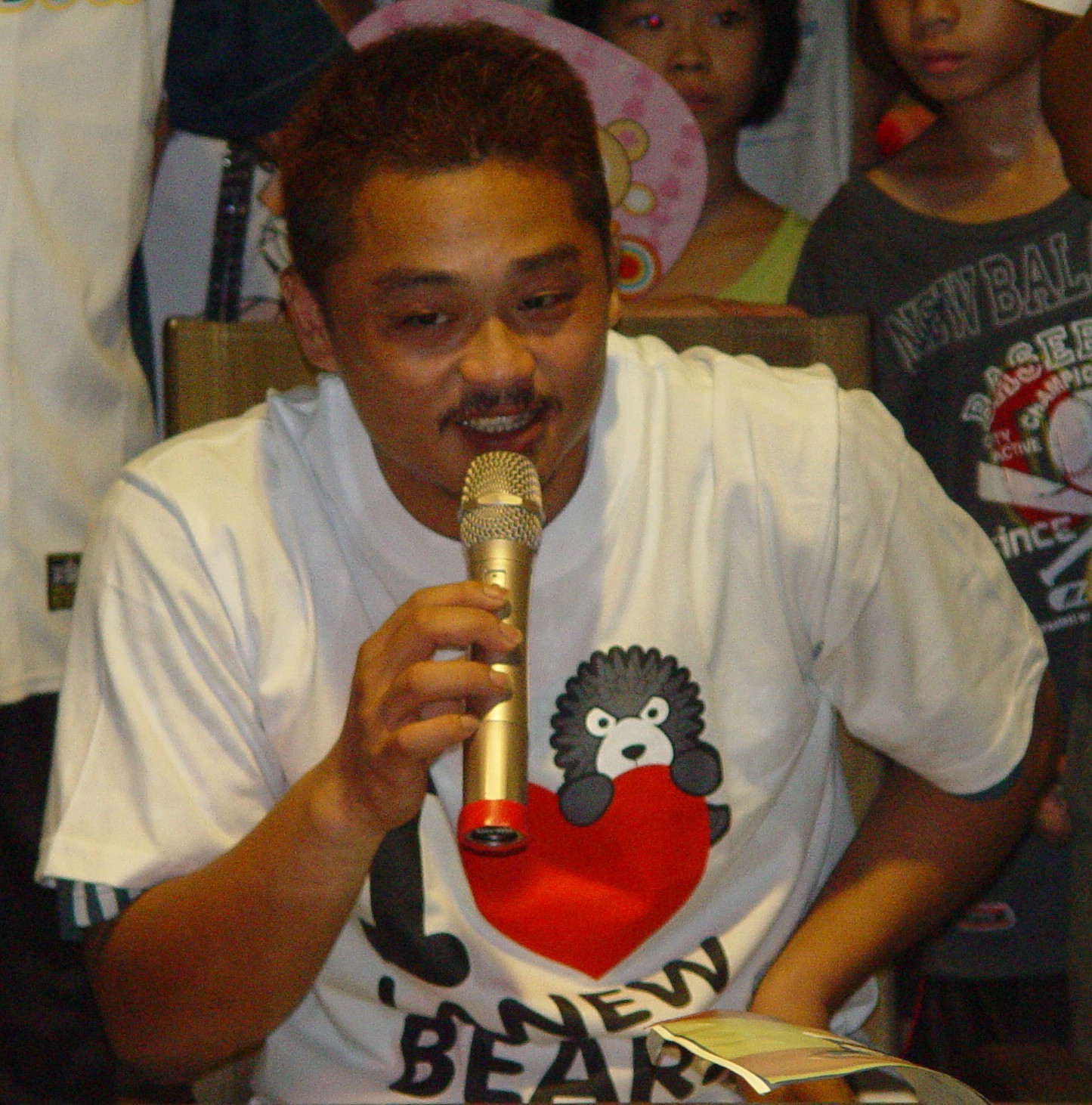
張誌家

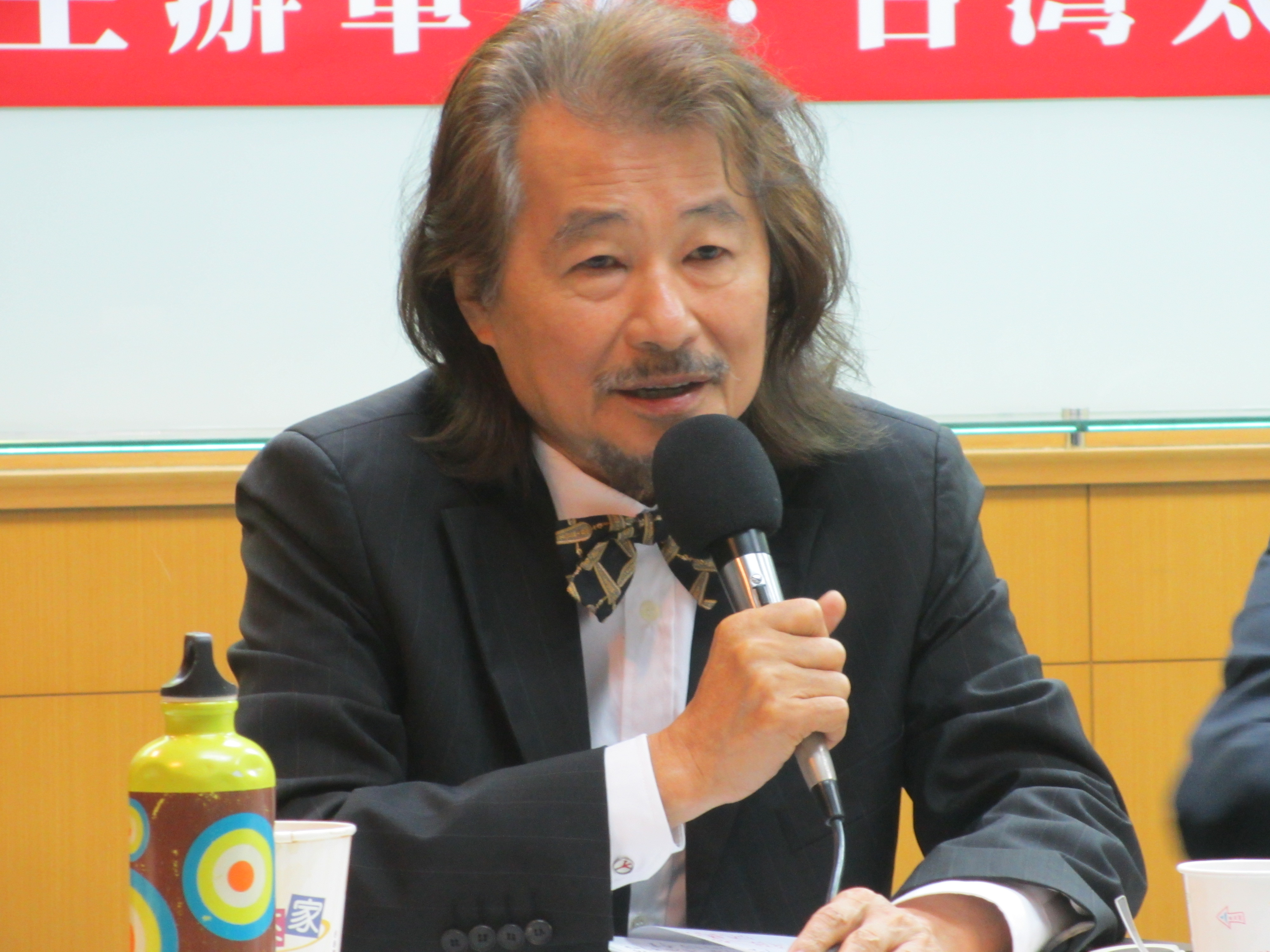
施明徳

- 1月1日 - 張誌家：野球選手 (投手)（* 1980年）
- 1月15日 - 施明徳：政治家、民主進歩党第6代主席（* 1941年）

### 7月
- 没日不明 - 黄文雄：作家、評論家（* 1938年）

### 9月
- 9月4日 - 楊仁福（英語版）：政治家（* 1942年）
- 9月8日 - 呉健保（英語版）：政治家（* 1950年）

### 10月
- 10月16日 - 李来発：野球選手 (外野手)、南海ホークスなどに所属、監督（* 1956年）

### 11月
- 11月1日 - 杜祖健：化学者（* 1930年）
- 11月26日 - 彭天福（英語版）：政治家（* 1951年）
- 11月29日 - 簡肇棟：政治家（* 1955年）

### 12月

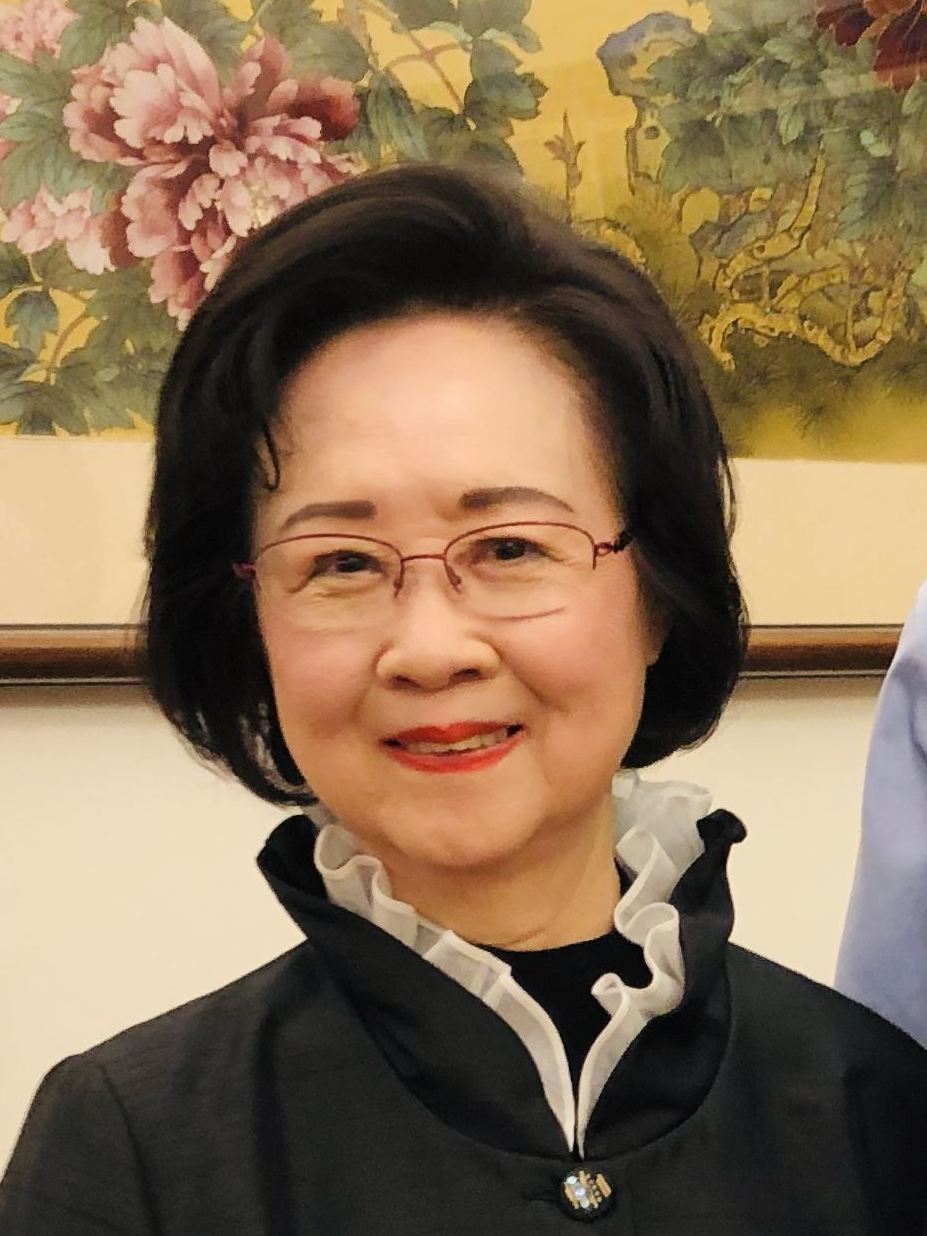
瓊瑤

- 12月2日 - 劉家昌：シンガーソングライター、俳優、映画監督（* 1941年）
- 12月4日 - 瓊瑤：小説家（* 1938年）
- 12月12日 - 李天羽：軍人、政治家（* 1946年）